# Žiga Jerman
Žiga Jerman (26 de junio de 1998) es un ciclista esloveno que fue profesional entre 2017 y abril de 2022. Desde 2023 trabaja como masajista en el INEOS Grenadiers.

## Palmarés
2017
- 1 etapa del Tour de Hungría

2018
- Gante-Wevelgem sub-23